# 叶贻东
叶贻东，福建南安人，中华人民共和国政治人物。

## 生平
叶贻东担任印尼棉兰中华商会副主席。1945年9月1日，《民主日报》创刊，该报由胡愈之等推动当地侨领叶贻东创办的综合性华文日报。叶贻东担任社长，陈明枫、林清隆担任总编辑，设有大陆新闻专版，副刊登载中国侨乡新貌及随笔散文。
1954年，当选第一届全国人民代表大会代表。1954年9月，他出席第一次会议讨论宪法草案，期间并发言。